# RuPaul's Drag Race (diciassettesima edizione)
La diciassettesima edizione di RuPaul's Drag Race andrà in onda sull'emittente televisiva MTV dal 3 gennaio 2025.
La stagione è stata confermata il 30 ottobre 2023, tramite YouTube e Twitter, dove è stato annunciato l'inizio dei casting, che si sono conclusi il 5 gennaio 2024.
Il 4 dicembre 2024, con una diretta sull'account YouTube dello show, la vincitrice della sedicesima edizione Nymphia Wind ha annunciato le quattordici concorrenti, provenienti da diverse parti degli Stati Uniti, che competono per essere incoronate America's Next Drag Superstar.

## Concorrenti
Le quattordici concorrenti che hanno preso parte al reality show sono:
| Concorrente      | Vero nome              | Età | Città                     | Posizionamento |
| ---------------- | ---------------------- | --- | ------------------------- | -------------- |
| Onya Nurve       | Justin Woody           | 31  | Cleveland – Ohio          | Vincitrice     |
| Jewels Sparkles  | Dario Rodriguez        | 22  | Tampa – Florida           | 2º posto       |
| Lexi Love        | Clair Barnes           | 33  | Louisville – Kentucky     | 3º/4º posto    |
| Sam Star         | Sam Purkey             | 24  | Leeds – Alabama           | 3º/4º posto    |
| Suzie Toot       | Benjamin Shaevitz      | 24  | Fort Lauderdale – Florida | 5º posto       |
| Lana Ja'Rae      | Braylon Ja'Rae Jackson | 22  | New York – New York       | 6º posto       |
| Lydia B. Kollins | Nicholas Fry           | 23  | Pittsburgh – Pennsylvania | 7º posto       |
| Arrietty         | Luis Luviano           | 28  | Seattle – Washington      | 8º posto       |
| Kori King        | Rashawn King           | 24  | Boston – Massachusetts    | 9º posto       |
| Acacia Forgot    | Tyler Heavner          | 28  | Los Angeles – California  | 10º posto      |
| Crystal Envy     | Christopher Cianci     | 27  | Asbury Park – New Jersey  | 11º posto      |
| Hormona Lisa     | Jodie Jean Noel Corbin | 30  | Chattanooga – Tennessee   | 12º posto      |
| Joella           | Joey                   | 25  | Los Angeles – California  | 13º posto      |
| Lucky Starzzz    | Alain Castaneda        | 26  | Miami – Florida           | 14º posto      |

## Giudici
- RuPaul
- Michelle Visage
- Ross Mathews
- Carson Kressley
- Ts Madison
- Law Roach

### Giudici ospiti
I giudici ospiti sono:
- Adam Lambert
- Betsey Johnson
- Doechii
- Hunter Schafer
- Jerrod Carmichael
- Julia Schlaepfer
- June Diane Raphael
- Katy Perry
- Paul W. Downs
- Quinta Brunson
- Sam Smith
- Sandra Bernhard
- Tracee Ellis Ross
- Whitney Cummings

## Special guest
In quest'edizione ci sono stati dei cameo celebrities e di concorrenti delle passate edizioni di RuPaul's Drag Race, che però non sono stati giudici durante la puntata:
- Angeria Paris VanMichaels
- Aura Mayari
- Honey Davenport
- Jaymes Mansfield
- Kerri Colby
- Kylie Sonique Love
- Mayhem Miller
- Morgan McMichaels
- Trinity the Tuck
- Victoria "Porkchop" Parker
- Lawrence Chaney
- Norvina
- Alyssa Edwards
- Gabe Lopez
- Joey Nolfi
- Kandy Muse
- Mistress Isabelle Brooks
- Plane Jane
- Cheyenne Jackson
- Latrice Royale
- Liza Minnelli

## Tabella eliminazioni
| Ordine | Episodi  | Episodi | Episodi  | Episodi  | Episodi  | Episodi  | Episodi  | Episodi  | Episodi  | Episodi  | Episodi | Episodi | Episodi | Episodi | Episodi  | Episodi         |
| Ordine | 1        | 2       | 3        | 4        | 5        | 6        | 7        | 8        | 9        | 10       | 11      | 12      | 13      | 14      | 15       | 16              |
| ------ | -------- | ------- | -------- | -------- | -------- | -------- | -------- | -------- | -------- | -------- | ------- | ------- | ------- | ------- | -------- | --------------- |
| 1      | Suzie    | Lexi    | Sam      | Onya     | Suzie    | Arrietty | Onya     | Sam      | Jewels   | Lydia    | Onya    | Lexi    | Sam     | Jewels  | Suzie    | Onya Nurve      |
| 2      | Jewels   | Crystal | Arrietty | Crystal  | Hormona  | Crystal  | Jewels   | Jewels   | Lexi     | Lana     | Sam     | Onya    | Suzie   | Lexi    | Kori     | Jewels Sparkles |
| 3      | Lucky    | Lana    | Onya     | Suzie    | Onya     | Sam      | Lexi     | Onya     | Arrietty | Sam      | Lexi    | Jewels  | Lexi    | Onya    | Lana     | Lexi Love       |
| 4      | Arrietty | Sam     | Hormona  | Lydia    | Kori     | Jewels   | Sam      | Suzie    | Suzie    | Onya     | Suzie   | Suzie   | Jewels  | Sam     | Lydia    | Sam Star        |
| 5      | Lydia    | Onya    | Lexi     | Lana     | Lana     | Lydia    | Acacia   | Arrietty | Lana     | Suzie    | Jewels  | Sam     | Onya    | Suzie   | Lucky    |                 |
| 6      | Joella   | Kori    | Suzie    | Jewels   | Jewels   | Onya     | Kori     | Lana     | Sam      | Lexi     | Lana    | Lana    |         |         | Crystal  |                 |
| 7      | Acacia   | Hormona | Lana     | Hormona  | Crystal  | Suzie    | Lydia    | Lexi     | Onya     | Jewels   | Lydia   |         |         |         | Arrietty |                 |
| 8      |          |         | Acacia   | Sam      | Lexi     | Kori     | Suzie    | Lydia    | Lydia    | Arrietty |         |         |         |         | Acacia   |                 |
| 9      |          |         | Lydia    | Acacia   | Acacia   | Lexi     | Arrietty | Kori     | Kori     |          |         |         |         |         | Joella   |                 |
| 10     |          |         | Jewels   | Lexi     | Sam      | Acacia   | Lana     | Acacia   |          |          |         |         |         |         | Hormona  |                 |
| 11     |          |         | Crystal  | Arrietty | Lydia    | Lana     | Crystal  |          |          |          |         |         |         |         |          |                 |
| 12     |          |         | Kori     | Kori     | Arrietty | Hormona  |          |          |          |          |         |         |         |         |          |                 |
| 13     |          | Acacia  | Joella   | Joella   |          |          |          |          |          |          |         |         |         |         |          |                 |
| 14     |          | Hormona | Lucky    |          |          |          |          |          |          |          |         |         |         |         |          |                 |

     La concorrente ha vinto la gara
     La concorrente è arrivata in finale ma non ha vinto la gara
     La concorrente ha vinto la puntata
     La concorrente figura tra le prime, si è esibita in playback ma ha perso
     La concorrente figura tra le prime ma non ha vinto la puntata
     La concorrente è salva ed accede alla puntata successiva (in ordine casuale)
     La concorrente figura tra le ultime ma non è a rischio eliminazione
     La concorrente figura tra le ultime ed è a rischio eliminazione
     La concorrente è stata eliminata
     La concorrente figura ultima nella classifica Rate-A-Queen ed è automaticamente a rischio eliminazione al termine del talent show
     La concorrente è stata eliminata, ma poi riammessa in gara in quanto ha superato la prova del Badonka Dunk Tank
     La concorrente ha partecipato, e vinto, il torneo dei playback
     La concorrente ha partecipato al torneo dei playback, ma ha perso

## Riassunto episodi

### Episodio 1 –Squirrel Games
Il primo episodio della diciassettesima stagione si apre con la sfida Ru-Light, Green-Light, ispirata a Squid Game: le concorrenti devono tagliare il traguardo entro il tempo limite, ma ogni volta che si ferma la musica devono fermarsi e posare. Dopo aver raggiunto il traguardo, le 14 concorrenti nuove fanno il loro ingresso in atelier. La prima ad entrare è Lexi Love, mentre l'ultima è Lucky Starzzz. RuPaul fa il suo ingresso in atelier e da il benvenuto alle nuove concorrenti.
- La mini sfida: RuPaul rivela che durante la sfida a tema Squid Game sono state scattate delle foto, e che avrebbe vinto la concorrente che ha posato meglio. La vincitrice della mini sfida è Lana Ja'Rae.
- La sfida principale: Le concorrenti si dividono in gruppi da sette per partecipare al talent show Drag Queens' Got Talent. RuPaul avvisa le concorrenti che sarà il gruppo che non si esibisce a valutare le performance degli altri concorrenti con il sistema Rate-A-Queen. Le concorrenti del primo gruppo si esibiscono nelle seguenti categorie:

| Concorrente     | Talento dell'esibizione |
| --------------- | ----------------------- |
| Jewels Sparkles | Canto e ballo           |
| Arrietty        | Danza folk              |
| Lydia B Kollins | Commedia burlesque      |
| Lucky Starzzz   | Canto e ballo           |
| Joella          | Canto e ballo           |
| Acacia Forgot   | Canto                   |
| Suzie Toot      | Canto e tip-tap         |

Giudice ospite della puntata è Katy Perry. Il tema della sfilata di moda è Masked For Masked Singer. Dopo la votazione, RuPaul dichiara Jewels Sparkles e Suzie Toot vincitrici della sfida principale, mentre Acacia Forgot si classifica ultima e dovrà sfidarsi nel playback contro la peggiore del secondo gruppo.
- Il playback della vittoria: Jewels Sparkles e Suzie Toot vengono chiamate ad esibirsi con la canzone Woman's World di Katy Perry. Suzie Toot viene dichiarata vincitrice, oltre ad essersi classificata prima nel Rate-A-Queen.

### Episodio 2 –Drag Queens Got Talent – Part 2
L'episodio si apre con l'ingresso in atelier delle concorrenti, che celebrano la vittoria di Suzie. D'altro canto, Acacia è delusa per le valutazioni ricevute per la sua performance, specialmente essendo stata l'unica che ha portato una canzone dal vivo. Nel frattempo, inizia a nascere un legame affettivo tra Kori e Lydia. Le concorrenti vengono sorprese dall'entrata in atelier di Lawrence Chaney, vincitrice della seconda edizione di RuPaul's Drag Race UK, che annuncia il tema della sfilata: Is It Cake?. Giudice ospite della puntata è Doechii.
- La sfida principale: Le sette concorrenti restanti partecipano al talent show Drag Queens' Got Talent. Il gruppo che non si esibisce valuterà le performance con il sistema Rate-A-Queen. Le concorrenti del secondo gruppo si esibiscono nelle seguenti categorie:

| Concorrente  | Talento dell'esibizione |
| ------------ | ----------------------- |
| Sam Star     | Canto e ballo           |
| Onya Nurve   | Canto e ballo           |
| Crystal Envy | Canto e ballo           |
| Hormona Lisa | Commedia                |
| Kori King    | Canto e ballo           |
| Lana Ja'Rae  | Canto e ballo           |
| Lexi Love    | Canto e pattinaggio     |

Dopo la votazione, Lexi Love e Crystal Envy vengono dichiarate vincitrici della sfida principale, mentre Hormona Lisa si classifica ultima e dovrà sfidarsi nel playback contro Acacia Forgot.
- Il playback della vittoria: Crystal Envy e Lexi Love vengono chiamate ad esibirsi con la canzone Alter Ego di Doechii & JT. Lexi Love viene dichiarata vincitrice, oltre ad essersi classificata prima nel Rate-A-Queen.
- L'eliminazione:  Acacia Forgot e Hormona Lisa vengono chiamate ad esibirsi con la canzone yes, and? di Ariana Grande. Acacia Forgot si salva, mentre a Hormona Lisa viene data un'ultima chance con la prova del Badonka Dunk Tank: Michelle Visage è seduta in un trampolino, e Hormona dovrà scegliere una tra 10 leve per farla cadere nella piscina. Tra queste sceglie la numero 7, che si rivela funzionante. Hormona Lisa quindi può proseguire nella competizione.

### Episodio 3 - Monopulence!
L'episodio si apre con l'ingresso in atelier delle concorrenti, che celebrano la vittoria di Lexi. Mentre discutono sulle valutazioni del Rate-A-Queen, nasce un battibecco tra Joella e Hormona. Molte concorrenti sono ancora seccate per il salvataggio di quest'ultima dall'eliminazione, in particolar modo Kori. Tra le due sembra infatti nascere una rivalità. RuPaul mostra alle concorrenti le votazioni del precedente Rate-A-Queen. Giudice ospite della puntata è Sandra Bernhard.
- La sfida principale: Ogni concorrente pesca una carta del Monopoly, in onore del 90° anniversario del gioco. Il colore pescato determina il materiale da utilizzare per il design del vestito: Hormona, Lexi e Lucky pescano l'arancione, Arrietty, Lana e Suzie pescano il rosso, Acacia, Kori e Lydia pescano il giallo, Jewels, Joella e Onya pescano il verde, mentre Crystal e Sam pescano il blu. I gruppi dovranno condividersi il materiale provvisto. Durante la prova, Lexi rimprovera Hormona per aver aggiunto dello strass al suo vestito, convincendola a rimuoverlo prima della sfilata per non infrangere le regole. Inoltre nasce un litigio tra Jewels e Onya, dopo che quest'ultima prende senza permesso un accessorio che Jewels aveva intenzione di utilizzare.

Hormona Lisa, Lexi Love, Suzie Toot, Lana Ja'Rae, Acacia Forgot, Lydia B Kollins, Jewels Sparkles e Crystal Envy vengono dichiarate salve. Le peggiori della puntata sono Lucky Starzzz e Joella, mentre Sam Star vince la sfida principale.
- L'eliminazione: Joella e Lucky Starzzz vengono chiamate a esibirsi con la canzone (It's Just) The Way That You Love Me di Paula Abdul. Joella si salva mentre Lucky Starzzz viene eliminata dalla competizione dopo non aver passato la prova del Badonka Dunk Tank.

### Episodio 4 - Bitch, I'm a Drag Queen!
L'episodio si apre con il ritorno in atelier delle concorrenti dopo la triste eliminazione di Lucky Starzzz. 
- La sfida principale: Le concorrenti devono registrare uno spot per la collezione Bitch, I'm a Drag Queen Vol. 1 & 2. Le concorrenti pescano una traccia a caso, tratta da un momento iconico delle precedenti edizioni. Le tracce scelte dalle concorrenti sono:

| Concorrente                   | Traccia                                                     |
| ----------------------------- | ----------------------------------------------------------- |
| Lana Ja'Rae & Lydia B Kollins | No Class, No Manners (Morgan McMichaels & Mystique Summers) |
| Joella                        | We Write The Stories (Mariah Paris Balenciaga)              |
| Arrietty & Jewels Sparkles    | Backrolls (Alyssa Edwards & Jade Jolie)                     |
| Hormona Lisa                  | I Nominate Myself (Shannel)                                 |
| Crystal Envy                  | Unprofessional (Latrice Royale)                             |
| Suzie Toot                    | You're Perfect (Aja)                                        |
| Acacia Forgot & Sam Star      | Star Quality (Kandy Muse & Tamisha Iman)                    |
| Onya Nurve                    | Put Your Lighters Up (Laganja Estranja)                     |
| Lexi Love                     | This Is Your Moment (Jasmine Kennedie)                      |
| Kori King                     | Glamazon Bitch (Kennedy Davenport)                          |

Giudice ospite della puntata è Julia Schlaepfer. Il tema della sfilata è Quilted For Your Pleasure. Crystal Envy, Suzie Toot e Onya Nurve ricevono critiche positive, mentre Joella, Arrietty e Kori King ricevono critiche negative. Tutte le altre concorrenti sono salve. Le peggiori della puntata sono Joella e Kori King, mentre Onya Nurve viene dichiarata vincitrice.
- L'eliminazione: Joella e Kori King vengono chiamate a esibirsi con la canzone Buttons delle Pussycat Dolls. Kori si salva, mentre Joella viene eliminata dalla competizione dopo non avere passato la prova del Badonka Dunk Tank.

### Episodio 5 - RDR Live!
L'episodio si apre con il ritorno delle concorrenti in atelier dopo l'eliminazione di Joella. Mentre discutono sulla prova, Arrietty si lamenta di essere finita tra le peggiori, ritenendo di non essere stata eclissata da Jewels come i giudici hanno affermato, mentre Crystal Envy è seccata per non aver vinto.
- La sfida principale: Le concorrenti dovranno registrare uno sketch comico per il programma RDR Live. Dopo avere letto il copione, discutono per scegliere il personaggio da interpretare.

Giudice speciale della puntata è Paul W. Downs. Il tema della sfilata è Tickled Pink. Onya Nurve, Hormona Lisa e Suzie Toot ricevono critiche positive, mentre Arrietty, Sam Star e Lydia B Kollins ricevono critiche negative. Tutte le altre concorrenti sono salve. Le peggiori della puntata sono Arrietty e Lydia, mentre Suzie Toot viene dichiarata vincitrice.
- L'eliminazione: Arrietty e Lydia B Kollins sono chiamate ad esibirsi con la canzone Boogie Wonderland degli Earth, Wind & Fire & The Emotions. Lydia B Kollins si salva. Ad Arrietty viene data un'ultima possibilità dopo aver passato la prova del Badonka Dunk Tank. Da questo momento in poi, la prova del Badonka Dunk Tank viene rimossa.

### Episodio 6 - Let's Get Sea Sickening Ball
L'episodio si apre con l'ingresso in atelier delle concorrenti. Molte di loro sono ancora infastidite dalla vittoria di Suzie Toot, ritenendo che il look della sua sfilata non fosse al livello degli altri. D'altronde, come sottolinea la stessa Suzie, i giudici l'hanno adorato. RuPaul entra in atelier insieme a Norvina, presidente dell'azienda di cosmetici Anastasia Beverly Hills.
- La mini sfida: Le concorrenti sono divise in due squadre: Team Ru (Onya, Suzie, Lexi, Sam, Lydia, Acacia) e Team Norvina (Kori, Lana, Jewels, Crystal, Arrietty, Hormona). Esse dovranno far passare dei rossetti attraverso un glory hole utilizzando solamente la bocca. La prima squadra che ne fa passare 15 vince. Vince il Team Ru.
- La sfida principale: Le concorrenti partecipano al Let's Get Sea Sickening Ball!, dove presenteranno 3 look differenti, dei quali il terzo interamente cucito e assemblato a mano: 
  - Bathing Beauties: un look in costume da bagno.
  - Sea Creature Couture: un look ispirato ad una creatura marina.
  - Sea Sickening Eleganza: un look da realizzare in giornata con soli rifiuti trovati nell'Oceano.

Durante la prova, Arrietty e Onya Nurve utilizzano della pittura spray sul vestito di Lexi Love, scambiandolo per un telo. Arrietty chiede immediatamente scusa, mentre Onya, vedendo Lexi impanicata, decide di non parlarne subito. Proprio per questo motivo, tra le due nasce un acceso litigio che si risolverà soltanto la mattina seguente.
Giudice ospite della puntata è Hunter Schafer. Crystal Envy, Sam Star e Arrietty ricevono critiche positive, mentre Acacia Forgot, Hormona Lisa e Lana Ja'Rae ricevono critiche negative. Tutte le altre concorrenti sono salve. Le peggiori della puntata sono Hormona e Lana, mentre Arrietty viene dichiarata vincitrice.
- L'eliminazione: Hormona Lisa e Lana Ja'Rae vengono chiamate ad esibirsi con la canzone get him back! di Olivia Rodrigo. Lana Ja'Rae si salva, mentre Hormona Lisa viene eliminata dalla competizione.

### Episodio 7 - Snatch Game
L'episodio si apre con l'ingresso in atelier delle concorrenti dopo l'eliminazione di Hormona Lisa, che ha lasciato una delle sue parrucche.
- La sfida principale: le concorrenti prendono parte alla sfida più attesa in ogni edizione, lo Snatch Game. Alyssa Edwards e Gay I, un robot a forma di butt plug, sono i concorrenti del gioco. Le concorrenti dovranno scegliere una celebrità e impersonarla per l'intero gioco, con lo scopo di essere il più divertenti possibili. Le celebrità scelte dalle concorrenti sono state:

| Concorrente     | Celebrità impersonata |
| --------------- | --------------------- |
| Acacia Forgot   | Trisha Paytas         |
| Suzie Toot      | Ellen Greene          |
| Lexi Love       | Gilbert Gottfried     |
| Sam Star        | Kim Gravel            |
| Lana Ja'Rae     | Rosa Parks            |
| Onya Nurve      | Eddie Murphy          |
| Arrietty        | Cupido                |
| Lydia B Kollins | David Lynch           |
| Jewels Sparkles | Miss Bigfeet          |
| Crystal Envy    | Nicole Richie         |
| Kori King       | Big Ang               |

Giudice speciale della puntata è Quinta Brunson. Il tema della sfilata è Nailed It!. Lexi Love, Sam Star, Jewels Sparkles e Onya Nurve ricevono critiche positive, mentre Lana Ja'Rae, Crystal Envy e Arrietty ricevono critiche negative. Tutte le altre concorrenti sono salve. Le peggiori della puntata sono Lana e Crystal, mentre Onya viene dichiarata vincitrice.
- L'eliminazione: Crystal Envy e Lana Ja'Rae vengono chiamate ad esibirsi con la canzone Hands to Myself di Selena Gomez. Lana Ja'Rae si salva, mentre Crystal Envy viene eliminata dalla competizione.